# Waltheria polyantha
Waltheria polyantha är en malvaväxtart som beskrevs av Karl Moritz Schumann. Waltheria polyantha ingår i släktet Waltheria och familjen malvaväxter. Inga underarter finns listade i Catalogue of Life.